# Lars Hirschfeld
Lars Justin Hirschfeld (* 17. Oktober 1978 in Edmonton, Alberta) ist ein ehemaliger kanadisch-deutscher Fußballtorwart und heutiger Trainer.

## Familie und Geburt
Hirschfelds Vater Friedrich-Wilhelm stammt aus Plettenberg und wanderte 1972 nach Kanada aus; seine Mutter stammt aus dem Raum Görlitz. Hirschfeld kam 1978 in Edmonton zur Welt.

## Karriere
Hirschfeld begann mit dem Fußballspielen bei den Edmonton Drillers, bei denen er als Hallenfußballer aktiv war. 1998 kam er zusammen mit Kevin McKenna, der zuvor für die Calgary Dinos gespielt hatte, aus Kanada nach Europa und unterschrieb bei Energie Cottbus. Kurz vorher spielte er noch mit der kanadischen U-23-Auswahl bei den Panamerikanische Spielen in Winnipeg. In Brandenburg blieb ihm jedoch einzig ein Platz auf der Ersatzbank. Nach der Saison 1999/00 zog es ihn wieder nach Kanada zu Calgary Storm. Hier blieb er, unterbrochen von einer halben Spielzeit bei den Vancouver Whitecaps (2001), bis 2002. Nachdem Hirschfeld beim CONCACAF Gold Cup 2002 zum besten Torhüter des Turniers gewählt worden war, nahm ihn der Premier-League-Klub Tottenham Hotspur unter Vertrag. Der Kanadier kam bei den Spurs jedoch nicht zum Zug und wurde nach einem halben Jahr zunächst an Luton Town, dann an den FC Gillingham verliehen. Zur Saison 2004/05 unterschrieb Hirschfeld einen Vertrag bei Dundee United in Schottland. Nach einer halben Spielzeit wechselte er zu Leicester City in die zweite englische Liga. Hier war er erneut Ersatztorhüter und absolvierte nur ein Spiel am letzten Spieltag der Saison im bedeutungslosen Spiel bei Plymouth Argyle. Nachdem er sich in Großbritannien nie hatte durchsetzen können, ging Hirschfeld 2005 nach Norwegen zu Tromsø IL. Mit Tromsø spielte er 2005 im UEFA-Pokal, in dem er mit guten Leistungen gegen Esbjerg fB und Galatasaray Istanbul zur Qualifikation und zum Einzug in die Gruppenphase beitrug. In Tromsø machte sich der Schlussmann in Norwegen einen Namen. 2006 wechselte er zu Rosenborg Trondheim und wurde norwegischer Meister und verdrängte Espen Johnsen aus dem Tor. Im Januar 2008 wechselte er zum CFR Cluj nach Rumänien und gewann am Ende der Saison 2007/08 mit dem Verein die rumänische Meisterschaft und den rumänischen Pokal. Eine Saison später verteidigte Cluj den Pokaltitel. Hirschfeld konnte sich in Cluj nicht durchsetzen und kam in anderthalb Jahren auf lediglich fünf Ligaeinsätze. Im Sommer 2009 verließ Hirschfeld Rumänien und ging wieder nach Deutschland, wo er wieder bei Energie Cottbus, die zuvor aus der Bundesliga abgestiegen waren, unterschrieb. Er wurde als Nachfolger für den abwanderungswilligen Stammkeeper Gerhard Tremmel verpflichtet. Hirschfeld stand beim ersten Pflichtspiel der Saison, dem Erstrundenspiel im DFB-Pokal, im Tor. Nachdem Tremmel doch keinen neuen Verein gefunden hatte und in Cottbus geblieben war, wurde dieser von Trainer Claus-Dieter Wollitz wieder als Nummer 1 gesetzt. So musste Hirschfeld bereits beim ersten Zweitligaspiel auf der Bank Platz nehmen. Nach einem halben Jahr in Cottbus, in dem er ohne Ligaeinsatz blieb, wechselte Hirschfeld am 15. Januar 2010 zum norwegischen Erstligisten Vålerenga Oslo. Dort beendete er auch 2013 nach insgesamt 48 Länderspielen seine Nationalmannschaftskarriere. Bei Vålerenga kam er dann in der Saison 2015 nicht mehr an Michael Langer und Sascha Burchert vorbei, so dass er den Klub am Saisonende nach sechs Jahren verließ. Er wechselte zu KFUM Oslo in die zweite norwegische Liga, wo er 2016 seine aktive Karriere beendete und nebenbei noch als Torwart-Trainer arbeitete. Seit 2019 steht Hirschfeld nun mit gleicher Tätigkeit beim FC Edmonton in der Canadian Premier League unter Vertrag.

## Erfolge
- Norwegischer Meister: 2006
- Rumänischer Meister: 2008
- Rumänischer Pokalsieger: 2008, 2009

## Wissenswertes
Hirschfeld besitzt sowohl die deutsche als auch die kanadische Staatsbürgerschaft. Aufgrund seiner deutschen Staatsbürgerschaft belastete Hirschfeld auch nicht das Kontingent an nicht-europäischen Ausländern in europäischen Ligen.